# Al-Azizijja (Aleppo)
Al-Azizijja – dzielnica Aleppo znajdująca się w jego centrum. W 2004 roku liczyła 7140 mieszkańców. Zamieszkana jest w dużej mierze przez chrześcijan, znajduje się w niej kilka kościołów.